# Stoccareddo
Stoccareddo (Stòkha-Raut in cimbro) è una frazione del comune italiano di Gallio, in provincia di Vicenza.

## Geografia fisica
Il paese si sviluppa su un pianoro tra i 930 e i 950 m s.l.m. lungo le pendici nordorientali del Col del Rosso (1281 m) e affacciato sull'aspra e selvaggia val Frenzela. Le più modeste val Scura (a sud) e val Fontana (a nord) la separano rispettivamente dalla frazione Sasso di Asiago e dalla contrada Zaibena.
Di fronte al paese, a strapiombo sulla val Frenzela, si innalza lo Spitz-Knotto (875 m), una formazione rocciosa carsica che alcuni hanno identificato come uno dei tre "altari pagani" dell'altopiano dei Sette Comuni (gli altri sono l'Altar Knotto a Rotzo e l'Hanepos sulla piana di Marcesina).

## Origini del nome
Secondo Giovanni Battista Pellegrini, il toponimo, da confrontare con quello della città tedesca Stoccarda, potrebbe derivare dal longobardo stodgard "parco per cavalli" e farebbe pensare alla presenza di arimanni.

## Storia
Lo sviluppo di Stoccareddo e della contrada Zaibena fu incentivato da Gallio agli inizi del Cinquecento, favorendo il trasferimento di famiglie dal colonnello dei Ronchi. In questo modo il comune facilitò il proprio accesso alla Calà del Sasso, uno dei collegamenti più diretti con il Canale di Brenta. Nel medesimo periodo anche Asiago creò un proprio corridoio verso la strada promuovendo la nascita di Sasso.

## Monumenti e luoghi d'interesse

### Chiesa parrocchiale
Il 9 novembre 1669 un gruppo abitanti di Stoccareddo e Zaibena raggiunse il vescovo di Padova Gregorio Barbarigo mentre si trovava in visita pastorale a Camponogara, chiedendogli di poter costruire una propria chiesa data l'eccessiva distanza dalla chiesa di Gallio, lontana oltre sei chilometri. L'edificio fu eretto due anni più tardi e nel 1672, quando lo stesso vescovo visitò la parrocchia di Gallio, trovò la chiesa di San Giovanni Battista in piena attività, garantendo celebrazioni tutti i giorni festivi. Nel 1812 il vescovo Francesco Scipione Dondi dall'Orologio constatava che vi celebrava la messa ogni giorno. Nel 1952 Stoccareddo da curazia fu elevata a parrocchia, separandone il territorio da Gallio.
L'edificio fu sostituito da una nuova chiesa nel 1906, ma entrambi vennero rasi al suolo durante la prima guerra mondiale. La chiesa attuale venne eretta tra il 1922 e il 1925 su progetto dell'architetto Vincenzo Bonato. Negli ultimi anni è stata rifatta completamente la copertura.
All'interno, le stazioni della Via Crucis sono state dipinte da Bruno Tedesi (1964). Sul presbiterio sono collocate la tavola con la Beata Giovanna Maria Bonomo di Luciano Bartoli, un crocifisso ligneo realizzato in occasione del giubileo del 1983, e la pala con la Decollazione di San Giovanni, copia del più noto dipinto del Tiepolo dipinta da Dante Bizzotto nel 1950.

## Società
Il paese ha sofferto a lungo delle problematiche dell'isolamento e tutt'oggi, a causa dell'elevato tasso di endogamia, la quasi totalità degli abitanti porta il medesimo cognome, Baù. Essi, tuttavia, pur presentando valori ematici non ottimali (glicemia, trigliceridi, pressione), non soffrono di patologie legate al metabolismo, come diabete, ipertensione, ischemia, demenza.
Questa particolarità ha destato l'interesse della fondazione Mauro Baschirotto che, assieme ai genetisti dell'istituto Burlo Garofolo di Trieste, conduce da alcuni anni delle ricerche su questo isolato genetico, approfittando dei periodici "raduni dei Baù" per effettuare prelievi di sangue e visite specialistiche.
È stato dimostrato, in particolare, che il 90% dei Baù discende dallo stesso capostipite, dal quale hanno probabilmente ereditato dei fattori genetici protettivi verso alcune malattie.

## Fiere e manifestazioni
- Raduno internazionale dei Baù ogni tre anni: mesi di luglio/agosto.
- Tradizionale Festa del Villeggiante (annuale): mese di luglio-agosto.
- Festa del Paese: laico e religioso, Santo Patrono "San Giovani Battista Decollato" è il 29 agosto.